# Bill Goldsworthy
William Alfred "Bill" Goldsworthy, född 24 augusti 1944, död 29 mars 1996, var en kanadensisk ishockeytränare och professionell ishockeyforward som tillbringade 14 säsonger i den nordamerikanska ishockeyligan National Hockey League (NHL), där han spelade för ishockeyorganisationerna Boston Bruins, Minnesota North Stars och New York Rangers. Han producerade 541 poäng (283 mål och 258 assists) samt drog på sig 763 utvisningsminuter på 771 grundspelsmatcher. Han spelade även för Indianapolis Racers och Edmonton Oilers i World Hockey Association (WHA); Buffalo Bisons och New Haven Nighthawks i American Hockey League (AHL); Oklahoma City Blazers och Memphis South Stars i Central Professional Hockey League (CPHL)/Central Hockey League (CHL) samt Niagara Falls Flyers i Ontario Hockey Association (OHA).
Efter karriären var han ishockeytränare på lägre nivåer och det mest framstående tränarjobbet han hade var i mitten av 1994, när han blev anställd som tränare för San Antonio Iguanas i Central Hockey League (CHL). Det varade dock bara till november, när han blev diagnosticerad att ha hiv. I februari 1995 medgav han att han hade det på grund av dels festande och dels heterosexuellt promiskuitet. Den 29 mars 1996 avled Goldsworthy, vid 51 års ålder, efter komplikationer av aids och långvarigt alkoholmissbruk.
Den 15 februari 1992 fick han sitt tröjnummer #8 pensionerat av North Stars och när North Stars flyttades till Dallas i Texas, för att bli Dallas Stars, valde man att fortsätta att ha Goldsworthys tröjnummer pensionerat.

## Statistik
| 1962–1963       | Niagara Falls Flyers  | OHA             | 50  | 7   | 11  | 18  | 71  | 9  | 1  | 2  | 3  | 8  |
| 1963–1964       | Niagara Falls Flyers  | OHA             | 56  | 21  | 47  | 68  | 91  | 4  | 0  | 3  | 3  | 4  |
| 1964–1965       | Boston Bruins         | NHL             | 2   | 0   | 0   | 0   | 0   | —  | —  | —  | —  | —  |
|                 | Niagara Falls Flyers  | OHA             | 54  | 28  | 27  | 55  | 164 | 11 | 5  | 11 | 16 | 26 |
| 1965–1966       | Boston Bruins         | NHL             | 13  | 3   | 1   | 4   | 6   | —  | —  | —  | —  | —  |
|                 | Oklahoma City Blazers | CPHL            | 22  | 2   | 5   | 7   | 65  | 2  | 1  | 0  | 1  | 4  |
| 1966–1967       | Boston Bruins         | NHL             | 18  | 3   | 5   | 8   | 21  | —  | —  | —  | —  | —  |
|                 | Buffalo Bisons        | AHL             | 22  | 9   | 11  | 20  | 42  | —  | —  | —  | —  | —  |
|                 | Oklahoma City Blazers | CPHL            | 11  | 4   | 1   | 5   | 14  | —  | —  | —  | —  | —  |
| 1967–1968       | Minnesota North Stars | NHL             | 68  | 14  | 19  | 33  | 68  | 14 | 8  | 7  | 15 | 12 |
| 1968–1969       | Minnesota North Stars | NHL             | 68  | 14  | 10  | 24  | 110 | —  | —  | —  | —  | —  |
|                 | Memphis South Stars   | CHL             | 6   | 4   | 0   | 4   | 6   | —  | —  | —  | —  | —  |
| 1969–1970       | Minnesota North Stars | NHL             | 75  | 36  | 29  | 65  | 89  | 6  | 4  | 3  | 7  | 6  |
| 1970–1971       | Minnesota North Stars | NHL             | 77  | 34  | 31  | 65  | 85  | 7  | 2  | 4  | 6  | 6  |
| 1971–1972       | Minnesota North Stars | NHL             | 78  | 31  | 31  | 62  | 59  | 7  | 2  | 3  | 5  | 6  |
| 1972–1973       | Minnesota North Stars | NHL             | 75  | 27  | 33  | 60  | 67  | 6  | 2  | 2  | 4  | 0  |
| 1973–1974       | Minnesota North Stars | NHL             | 74  | 48  | 26  | 74  | 73  | —  | —  | —  | —  | —  |
| 1974–1975       | Minnesota North Stars | NHL             | 71  | 37  | 35  | 72  | 77  | —  | —  | —  | —  | —  |
| 1975–1976       | Minnesota North Stars | NHL             | 68  | 24  | 22  | 46  | 47  | —  | —  | —  | —  | —  |
| 1976–1977       | Minnesota North Stars | NHL             | 16  | 2   | 3   | 5   | 6   | —  | —  | —  | —  | —  |
|                 | New York Rangers      | NHL             | 61  | 10  | 12  | 22  | 43  | —  | —  | —  | —  | —  |
| 1977            | New York Rangers      | NHL             | 7   | 0   | 1   | 1   | 12  | —  | —  | —  | —  | —  |
|                 | New Haven Nighthawks  | AHL             | 4   | 1   | 2   | 3   | 4   | —  | —  | —  | —  | —  |
| 1977–1978       | Indianapolis Racers   | WHA             | 32  | 8   | 10  | 18  | 10  | —  | —  | —  | —  | —  |
| 1978–1979       | Edmonton Oilers       | WHA             | 17  | 4   | 2   | 6   | 14  | 4  | 1  | 1  | 2  | 11 |
| NHL totalt      | NHL totalt            | NHL totalt      | 771 | 283 | 258 | 541 | 763 | 40 | 18 | 19 | 37 | 50 |
| WHA totalt      | WHA totalt            | WHA totalt      | 49  | 12  | 12  | 24  | 24  | 4  | 1  | 1  | 2  | 11 |
| AHL totalt      | AHL totalt            | AHL totalt      | 26  | 10  | 13  | 23  | 46  | —  | —  | —  | —  | —  |
| CPHL/CHL totalt | CPHL/CHL totalt       | CPHL/CHL totalt | 39  | 10  | 6   | 16  | 85  | —  | —  | —  | —  | —  |
| OHA totalt      | OHA totalt            | OHA totalt      | 160 | 56  | 85  | 141 | 326 | 24 | 6  | 16 | 22 | 38 |